# Servamp
Servamp (яп. サーヴァンプ- Са:вампу, «Слуга-вампир» (от «servant» (слуга) и «vampire» (вампир) — сёдзё-манга, написанная и проиллюстрированная Страйк Танакой. Начала сериализацию в апрельском номере журнала Monthly Comic Gene издательства Media Factory от 2011 года. Премьера аниме-адаптации совместного производства студий Brain's Base и Platinum Vision состоялась 5 июля 2016 года. В феврале 2017 года было объявлено о начале работы над новым анимационным проектом.

## Сюжет
15-летний, а позже 16-летний главный герой, Сирота Махиру, терпеть не может всякие сложности в жизни, предпочитая точность и ясность во всем. По этой причине он и подбирает на улице чёрного котенка, дав ему соответствующее имя — Куро (от японского "Чёрный") . Он и не подозревает, что его с виду безобидный питомец на самом деле является слугой-вампиром — одним из так называемых сервампов, заключающих контракты с людьми и служащих им в обмен на возможность пить кровь своего хозяина. И тогда настает пора Махиру попрощаться со всей простотой окружающего его мира. Сироту втягивают в непримиримую войну между семью сервампами и их восьмым жестоким братом-Цубаки.

## Термины мира
- Сервампы — вампиры, подчиняющиеся людям. Каждый из сервампов представляет собой один из смертных грехов. Сервампы подчиняются людям, заключившим с ними контракты и давшим им имена и особые вещи (предметы контракта). Контракт заключается, если сервамп выпьет крови хозяина. Взамен сервампы исполняют любые приказы своих хозяев, даже самые жестокие. Все сервампы бессмертны. Даже самые тяжелые раны, нанесенные им, быстро заживают. Единственный способ убить сервампа — сломать предмет контракта, связывающий его с его хозяином.
- Евы (яп. 主人 ибу) — хозяева сервампов, заключившие с ними контракт. Более выносливы, чем обычные люди. Сражаются с помощью специального оружия, которым их одаривают сервампы при помощи своих навыков. За исполнение своих приказов силами вампира платят собственной кровью.
- Организация С3 — организация, поддерживающая отношения с вампирами. Когда-то эта организация удерживала самого Цубаки и имела дурную славу среди сервампов.
- Порождения (яп. 灰塵 дзин) — низшие вампиры, подчиняющиеся слугам-вампирам. Порождениями становятся умирающие люди, испившие кровь слуг-вампиров.

## Основные персонажи
- Махиру Сирота (яп. 城田真昼) — 15 летний (а позже 16-летний) главный герой. Живёт у своего дяди из-за смерти родителей. Ненавидит сложности и споры, предпочитая во всем простоту и ясность. Часто берет на себя всю ответственность, отлично справляется с любой работой: от стирки и готовки до бега на спортивных состязаниях. Является хозяином Куро, сервампа Лени, которого подобрал, когда тот был в облике кота. В концовке аниме-сериала вместе с Куро побеждает Цубаки.
- Куро (яп. クロ) — сервамп Лени, самый старший из истинных братьев-сервампов. Является слугой-вампиром Махиру. Очень ленив, ненавидит прикладывать к чему-то большое количество усилий, называя любые дела «геморными». Является хикикомори, постоянно что-то ест. Как выясняется в итоге, именно он являлся убийцей человека, который создал всех сервампов, перед этим, однако, предпочтя решить этот вопрос голосованием между сервампами. В конце Куро побеждает Цубаки вместе с Махиру. При дневном свете превращается в чёрного котенка. Не имеет ни одного порождения. Кажется безобидным, но любое упоминание о его прошлом способно сделать Куро агрессивным противником.
- Мисоно Алисейн (яп. 有栖院 御園) — Ева сервампа Похоти, ровесник Махиру. Самый молодой член богатой семьи Алисейн. Очень богат, имеет в своем распоряжении огромный особняк. Младший брат Микуни Алисейна, с которым находится в плохих отношениях. На первый взгляд кажется очень высокомерным и гордым, однако на самом деле преданный друг и всегда готов защищать своих друзей, многим жертвуя ради них. На самом деле является незаконнорождённым ребёнком. Ранее его мать была убита обезумевшей матерью Микуни, в порыве ярости и ненависти заключившей контракт с сервампом Зависти. Позднее она хотела убить и Мисоно, однако ей помешал Микуни, убивший её, заключивший контракт с сервампом Зависти и покинувший собственный дом.
- Сноу Лили (яп. スノウリリイ) — сервамп Похоти, преданно служивший семье Алисейн. На данный момент является слугой-вампиром Мисоно. Имеет наклонности эксгибициониста, из-за чего постоянно обнажается, не обращая внимания на место и обстоятельства. Однако помимо этого очень добр и вежлив. Верен своим друзьям. Каждый раз стирал Мисоно память о прошлом, чтобы тот ничего не узнал о своем брате и не возненавидел самого Лили. При дневном свете превращается в бабочку. Являясь свидетелем голосования сервампов перед убийством создателя слуг-вампиров, ничего не имел против решения ликвидировать создателя сервампов, считая это единственным выходом из ситуации.
- Тэцу Сэндагая (яп. 千駄ヶ谷 鉄) — хозяин сервампа Гордыни, Хью, а также наследник семьи, заведующей гостиницей на горячих источниках. Обладает прекрасными физическими характеристиками и очень высоким ростом, благодаря чему его можно принять за студента, хотя Тэцу всего 14 лет. Очень честен, порою настолько, что может даже оскорбить. Спокоен, мыслит просто и уверенно. Очень талантлив и силен в бою. Часто рекламирует гостиницу своей семьи различными способами.
- Хью Дарк Элджернон III (яп. ヒュー・ザ・ダーク・アルジャーノンⅢ世) — сервамп Гордыни, слуга-вампир Тэцу. Второй по старшинству среди братьев-сервампов. Среди них имеет больше всего порождений, разбросанных по всему Токио и приносящих Хью разного рода информацию. Любит хвастаться. Часто называет своего хозяина глупым, однако очень уважает его и заботится о нём. Ненавидит Микуни. Ранее жил в Великобритании в своем особняке, пока люди не выгнали его оттуда. При дневном свете превращается в летучую мышь. Ничего не имел против убийства создателя сервампов.
- Лихт Джекилленд Тодороки (яп. リヒト・ジキルランド・轟) — известный австрийский пианист, хозяин сервампа Жадности. Ненавидит своего сервампа и постоянно дерется с ним, мечтая убить его. При всем своем жестоком характере остается доверчивым и наивным ребёнком. Очень любит животных, однако не признает в них сервампов при дневном свете. Считает себя ангелом, а всех сервампов — демонами, которых необходимо истребить.
- Хайд (яп. ハイド) — сервамп Жадности, слуга-вампир Лихта. Обожает цитировать Шекспира. В прошлом был влюблен в принцессу по имени Офелия, которая пожертвовала своей жизнью ради мира в государстве. Очень жесток, имеет привычку убивать своих хозяев, когда те ему надоедают. Был категорически против убийства создателя всех сервампов. Любит театральные представления. При дневном свете превращается в ежа.
- Микуни Алисейн (яп. 有栖院 御園) — старший брат Мисоно, хозяин сервампа Зависти. Торговец антиквариатом. Убил собственную мать ради защиты Мисоно и ушел из дома, заключив контракт со своим будущим слугой-вампиром. Очень хитёр, обладает неплохими навыками актерского мастерства. Находится в плохих отношениях с Мисоно. Постоянно обманывает своего сервамп.
- Дзедзе (яп. ジェジェ) — сервамп Зависти, слуга-вампир Микуни. Спокоен, застенчив, очень тихо говорит. Является самым высоким по росту из всех персонажей. На голосовании сервампов ничего не имел против убийства создателя слуг-вампиров. При дневном свете превращается в змею.
- Цубаки (яп. 椿) — восьмой и самый младший сервамп Уныния. Единственный слуга-вампир, не имеющий хозяина. Очень жесток, готов до последнего убивать своих братьев и сестру, а также тех, кто его не знает. Больше всех своих братьев ненавидит Куро, так как тот убил его сенсея (человека, который создал сервампов). Любит устраивать войны, называя их способом общения с другими людьми. При дневном свете превращается в чёрного лиса с двумя хвостами. В концовке аниме-сериала оказывается побежденным Куро и Махиру, после чего отпускает все свои порождения.

## Список серий
| 1 | Махиру и Куро «Махиру то Куро» (真昼とクロ)                                                     | 5 июля 2016 года      |
| По пути домой из школы Махиру находит черного котенка, подбирает его и дает ему имя «Куро». В конечном итоге выясняется, что Куро — не простой питомец, а некий сервамп. В этом эпизоде Куро и Махиру заключают сначала временный, а позднее — постоянный контракт и побеждают одного из прислужников Цубаки. |                                                                                                 |                       |
| 2 | Цубаки «Цубаки» (椿)                                                                            | 12 июля 2016 года     |
| Махиру просыпается у себя дома, пытаясь вспомнить произошедшее. Он понимает, что это был не сон, но его друзья, сами видевшие прислужника Цубаки, утверждают совершенно обратное. По пути домой из школы Махиру и Куро подвергаются нападению Цубаки. Махиру узнает о семерых сервампах и пытается дать имя Цубаки, чтобы противостоять ему. В итоге их спасает сервамп Похоти и его хозяин Мисоно, однако они требуют за это полного согласия Махиру стать слугой Мисоно. Махиру в ярости отказывается и убегает вместе с Куро. В конце концов, сервампы и их хозяева решают объединиться. Махиру называет Мисоно своим другом. Позднее ему приходится солгать Сакуе, своему другу, о том, что Куро — обычный кот. |                                                                                                 |                       |
| 3 | Будущее, которое так и не наступило «Отодзурэнакатта Мираи ни Цуитэ» (訪れなかった未来について) | 19 июля 2016 года     |
| Махиру беспокоится за своего одноклассника Сакую и решает зайти к нему в гости, занести ему еды и узнать у него причину его долгого отсутствия в школе. Они встречаются рядом с домом Сакуи. Сакуя ведет его за собой и обвиняет во лжи из-за Куро. Махиру понимает, что Сакуя — порождение Цубаки, заменившее все воспоминания Махиру о детстве, и вместе с Куро оказывается в ловушке. Однако его спасают Мисоно и его сервамп, Лили, вскоре, однако, потерпевшие поражение. Мисоно получает тяжелые ранения. Сакуя просит Махиру убить его. Куро отговаривает Махиру атаковать Сакую, но тот не прислушивается к своему сервампу и наносит Сакуе удар за ударом, едва не убивая его и постепенно теряя контроль над своим сознанием. |                                                                                                 |                       |
| 4 | Сакуя «Сакуя» (桜哉)                                                                            | 26 июля 2016 года     |
| Безумие Махиру прогрессирует, и Куро поддается негативным чувствам и тоже теряет контроль. Разум Махиру поглощает его собственное сознание. Цубаки наблюдает за происходящим издалека. Куро едва не лишает Махиру жизни, однако Сакуя спасает Махиру и вскоре исчезает. Обезумевшего Куро останавливает другой внезапно подоспевший слуга-вампир Зависти, чьим хозяином является таинственный незнакомец, представившийся обычным торговцем антиквариата. Мисоно и его сервамп отправляются в больницу. Махиру случайно встречается с Цубаки, тот в свою очередь рассказывает ему историю о Сакуе, который стал его порождением после своей смерти от рук собственных родителей, которые сначала заставили умереть его старшую сестру, чтобы получить за ее смерть деньги, а позже принудили Сакую солгать об этом общественности и также заставили его умереть. Однако вовремя подоспевший Цубаки спас жизнь Сакуе, обратив его в свое порождение. Отправившись в школу, Махиру позже узнает, что Сакуя перевелся еще на прошлой неделе. Его одноклассники не забыли его, но не сохранили воспоминаний о его внешности. Махиру позже застает Сакую на школьном фестивале и просит его о разговоре, на что тот отвечает лишь отказом и даже совершает попытку самоубийства, спрыгнув с крыши школьного здания. Но его спасает Махиру. Сакуя извиняется перед ним за свою ложь и покидает своего друга. |                                                                                                 |                       |
| 5 | Я взрослый, таково общество «Орэ ва Отона, Коко ва Сякаи» (俺は大人, ここは社会)                | 2 августа 2016 года   |
| В начале эпизода Махиру находит письмо, адресованное ему, но не может его распечатать. Он просит Куро об этой услуге, но тот странно реагирует, называя письмо розыгрышем, и забирает его у Махиру. Куро слишком подозрительно себя ведет, находясь в школе вместе с Махиру. Последний бурно выражает свое недовольство и неожиданно попадает на фестиваль. К нему с необычной просьбой обращается появившийся внезапно прохожий, как оказалось, подчиненный Цубаки. Он обращается к Махиру с просьбой отнести потерянный кем-то и найденный им кейс в бюро находок. Махиру выполняет его просьбу, но тут же в другом месте взрывается такой же кейс. Махиру поручает Куро подальше выбросить кейс, что им не удается, так как тот падает. Но Тэцу выручает сервампа и его хозяина, уничтожив кейс при помощи своего гроба, который оказался его оружием. Из гроба вылезает пострадавший Хью. Он делится с остальными своими догадками насчет Цубаки и советует всем быть начеку. Также в этом эпизоде организация С3 захватывает Макиру и Куро и вынуждает их сотрудничать с ними, но те отказываются и вырываются из их плена. |                                                                                                 |                       |
| 6 | Ангел или демон «Тэнси ка Акума» (天使か悪魔)                                                   | 9 августа 2016 года   |
| 7 | Потому что я... «Надзэнара Орэ ва» (なぜなら俺は)                                               | 16 августа 2016 года  |
| 8 | Всё начинается с действия «Хадзимэ ни Оконаи Арики» (はじめに行いありき)                        | 23 августа 2016 года  |
| 9 | Я не ошибаюсь «Орэ ва Матигаттэнаи» (俺は間違ってない)                                          | 30 августа 2016 года  |
| 10 | Непокорность «Ро:рэсу» (ロウレス)                                                               | 6 сентября 2016 года  |
| 11 | За то, что не простил «Юрусанаидэ Курэтэ» (許さないでくれて)                                    | 13 сентября 2016 года |
| 12 | Думая просто «Симпуру ни Кангаэтэ» (シンプルに考えて)                                           | 20 сентября 2016 года |